# Burg Katz
Burg Katz, egentligen Burg Neukatzenelnbogen, är en borg i Sankt Goarshausen i det tyska förbundslandet Rheinland-Pfalz. Den uppfördes från omkring 1360 till 1371. Burg Katz är sedan 2002 upptagen på Unescos världsarvslista.